# روتاری واچز
روتاری واچز (انگلیسی: Rotary Watches) شرکت ساعت‌سازی بریتانیایی است، که در سال ۱۸۹۵ تأسیس شد.